# Indiana Glass Company
Indiana Glass Company foi uma empresa americana que fabricava artigos de vidro prensados, soprados e moldados à mão, incluindo utensílios de mesa, por quase 100 anos. Suas predecessoras iniciaram operações em Dunkirk, Indiana, em 1896 e 1904, durante o boom do gás de Indiana [en] no centro-leste do estado. A empresa foi fundada em 1907, quando um grupo de investidores liderado por Frank W. Merry formou uma companhia para adquirir a fábrica de vidro de Dunkirk, que pertencia à falida National Glass Company. A National Glass era um truste de utensílios de vidro que originalmente possuía 19 fábricas, incluindo a de Dunkirk. A National Glass faliu em 1907, e seus ativos foram vendidos no final de 1908.
A Indiana Glass Company produzia principalmente utensílios de mesa, luminárias e vasos, embora tivesse outros produtos. Colecionadores consideram a empresa fabricante de vidro Depression [en], vidro Goofus [en] e vidro Carnival [en]. Um cliente notável foi a rede de drive-in A&W, que utilizava canecas de root beer fabricadas originalmente pela Indiana Glass. Outro grande cliente foi a Kmart.
Em 1957, a Lancaster Lens Company adquiriu o controle acionário da Indiana Glass. A Lancaster Lens foi renomeada para Lancaster Glass Company, mas a Indiana Glass permaneceu como entidade separada. Na década de 1960, uma reorganização tornou a Indiana Glass uma subsidiária da Lancaster Colony Corporation. A empresa teve um aumento nas vendas durante a década de 1970 e começou a comercializar alguns de seus utensílios de mesa por meio da Tiara Exclusives, da Lancaster Colony. A Indiana Glass continuou operando em Dunkirk até novembro de 2002, quando a fábrica foi fechada. Embora uma fábrica de vidro da Lancaster Colony continuasse operando em Oklahoma sob o nome Indiana Glass Company, essa unidade foi vendida para outra empresa de vidro no final de 2007.

## Contexto

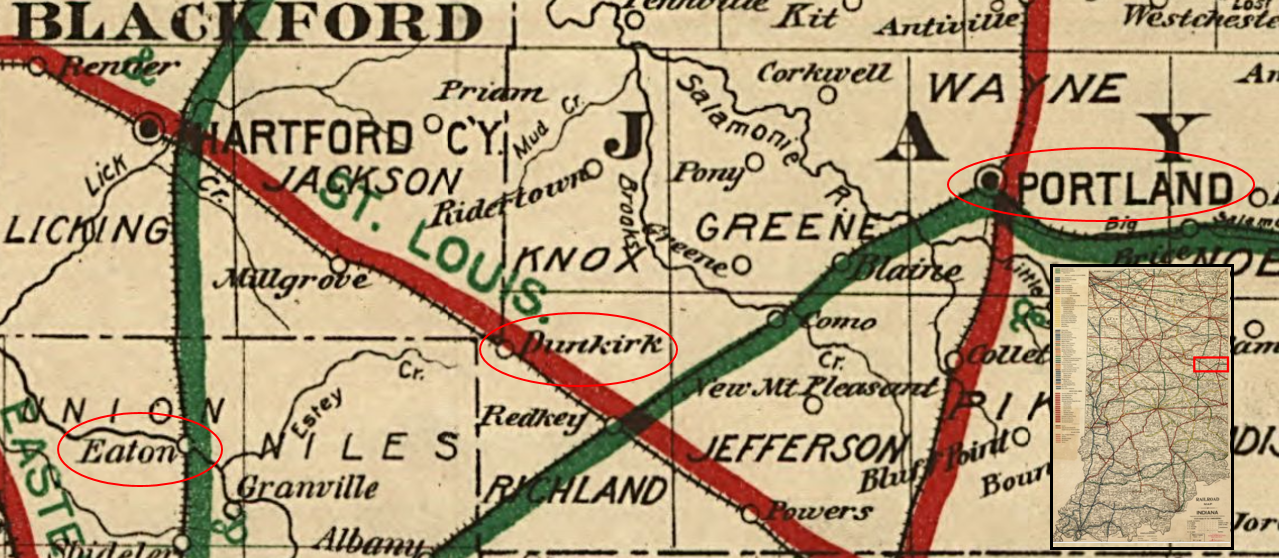
Eaton, Dunkirk e Portland, Indiana.

No final da década de 1880, a descoberta de gás natural desencadeou um período de boom econômico no centro-leste de Indiana. O gás foi inicialmente encontrado na cidade de Eaton, no condado de Delaware, e na cidade de Portland, no condado de Jay. Fabricantes foram atraídos para a região pelo combustível de baixo custo. O condado de Jay, uma área rural no centro-leste de Indiana, tinha apenas 210 pessoas trabalhando na indústria em 1880. Em 1900, o condado já contava com mais de 1.423 empregados em fábricas, a maioria delas de vidro. O centro-leste de Indiana tornou-se o principal centro de manufatura do estado.

### Beatty-Brady Glass Company
Em 1895, a Pennsylvania Railroad construiu uma grande estrutura ao longo de sua linha férrea em Dunkirk, Indiana, perto do canto sudeste do condado de Blackford, mas dentro do condado de Jay. O edifício foi projetado para reparo de vagões de carga, mas nunca foi utilizado para esse fim. Em 1896, foi vendido a George Beatty e James Brady, que fundaram a Beatty-Brady Glass Company. Em 1900, essa fábrica de vidro empregava 225 pessoas, produzindo utensílios de mesa.
Entre 1888 e 1890, a maioria das fábricas de vidro nos Estados Unidos enfrentou dificuldades financeiras. Os Estados Unidos passaram por seis contrações econômicas entre 1880 e 1900. A deflação foi um problema, e o termo "Longa Depressão" tem sido usado para descrever esse período econômico, em vez de apenas recessão. Uma crise bancária ocorreu em 1893. Além das dificuldades econômicas, a Beatty-Brady Glass Company enfrentou outros problemas. Em março de 1899, George Beatty foi preso em Portland, Indiana, por seis queixas relacionadas a atividades antissindicais, iniciando o que foi descrito como "uma grande luta entre trabalho organizado e não sindicalizado, que será observada com interesse em todo o país...". Pouco depois, o caso foi encaminhado diretamente à Suprema Corte de Indiana.

### National Glass Company

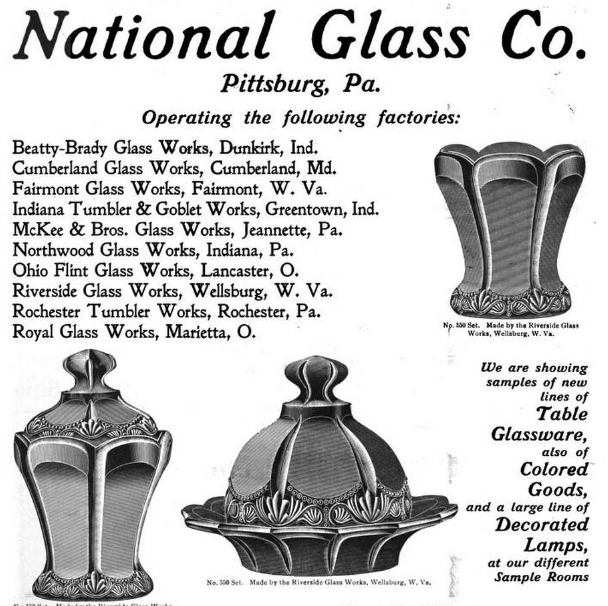
National Glass Company, 1903.

Em novembro de 1899, a Beatty-Brady Glass Company foi vendida à National Glass Company, um truste de utensílios de vidro que começou com 11 empresas e rapidamente cresceu para 19, com mais adicionadas posteriormente. As fábricas da National Glass Company eram sindicalizadas, e a fábrica de Dunkirk (Beatty-Brady Glass Company) tornou-se sindicalizada em 1º de janeiro de 1900. A National Glass Company enfrentou suas próprias dificuldades e estava em problemas financeiros em 1903. Embora tenha começado com várias fábricas, três foram desmanteladas, três destruídas por incêndios (e não reconstruídas), e algumas fábricas se retiraram do truste. Até o final de 1904, todas as fábricas restantes estavam paradas.
Em 22 de janeiro de 1904, a National Glass anunciou que reduziria sua força de trabalho e tentaria uma nova forma de operação, arrendando fábricas para terceiros. Entre as fábricas arrendadas estava a de Dunkirk (antiga Beatty-Brady), arrendada por Frank W. Merry. As mudanças foram feitas devido às dificuldades financeiras do conglomerado, que vendeu ou fechou várias de suas fábricas de vidro para levantar capital. O arrendamento de Dunkirk foi anunciado em Indianápolis como "uma nova organização... que agora operará a fábrica de vidro Beatty-Brady, anteriormente controlada pela National Glass Company." A nova empresa foi chamada Indiana Glass Company, com um capital social de US$ 125.000 (equivalente a US$ 4.374.537 em 2024). Merry foi o presidente. Em 10 de fevereiro, os 250 homens empregados na fábrica de Dunkirk entraram em greve devido a questões com a National Glass Company. As questões entre a National Glass Company e os empregados sindicalizados foram resolvidas em duas semanas, e o trabalho foi retomado.

## Início

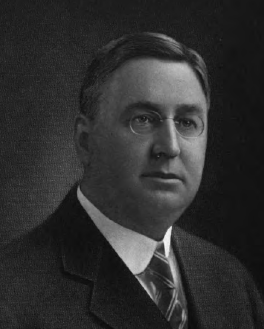
Frank J. Merry, primeiro presidente da Indiana Glass.

As fontes nem sempre concordam sobre a data de início da Indiana Glass Company em Dunkirk. Uma Indiana Glass Company não relacionada existiu de 1892 a 1896 em Indiana, Pensilvânia. Uma Indiana Glass Works foi inspecionada em Dunkirk em 1901, mas seus produtos eram listados como garrafas, enquanto a Beatty-Brady Glass Company, fabricante de utensílios de mesa, também foi inspecionada. No início de 1903, Frank W. Merry foi enviado pela National Glass Company para gerenciar a fábrica Beatty-Brady em Dunkirk. Merry "ajudou a promover a organização da Indiana Glass Company" em Dunkirk em 1904, sendo eleito presidente da empresa. A nova empresa foi anunciada em janeiro de 1904, quando Merry arrendou a fábrica de vidro de Dunkirk pertencente à National Glass Company. O Departamento de Inspeção de Indiana listou a Indiana Glass Company com 256 empregados em 1904, e seus produtos eram "vidro prensado e soprado". Não havia menção à Beatty-Brady Glass Company ou Indiana Glass Works. No entanto, 1904 não é considerado o ano de início da Indiana Glass, pois a maioria das fontes aponta 1907 como a data de fundação.
Em 1907, a National Glass Company deixou de pagar os juros de seus títulos, e um banco entrou com uma ação para a execução de hipotecas usadas como garantia. A National Glass entrou em regime de recuperação judicial em dezembro de 1907. Durante o ano, Frank Merry e associados formaram uma empresa para comprar a fábrica de Dunkirk. Os ativos da National Glass foram vendidos em leilão em novembro de 1908. A compra da fábrica de Dunkirk foi finalizada em 1909, e Frank Merry continuou como presidente. Os principais acionistas eram Frank Merry, Henry J. Batsch, Harold H. Phillips, Charles W. Smalley, Rathburn Fuller e James E. Merry. A administração até 1915 incluiu James Merry como vice-presidente, Phillips como secretário e tesoureiro, e Batsch como gerente da fábrica. Em 1915, Smalley substituiu James Merry como vice-presidente. Em 1916, Charles L. Gaunt substituiu Phillips como secretário e tesoureiro. O conselho de diretores em 1921 era composto por Frank Merry, Smalley, Gaunt, Batsch e Fuller.

## Operações iniciais

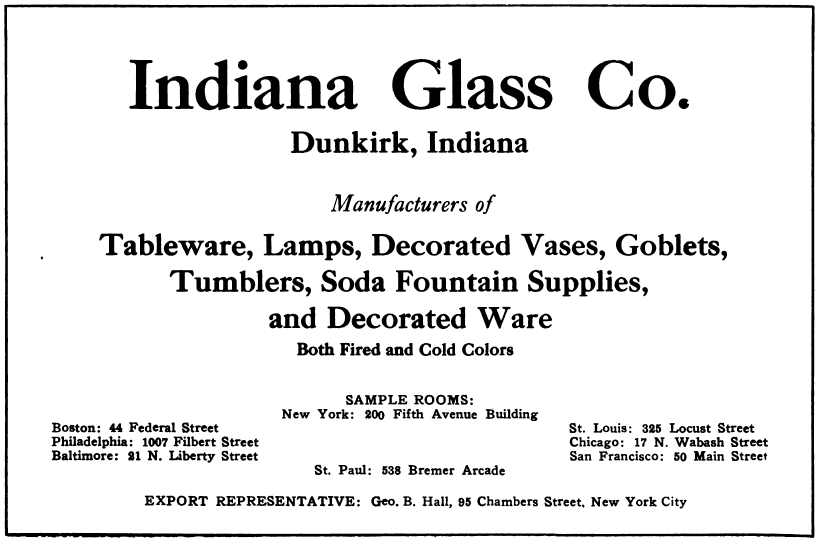
Indiana Glass Co., 1921.

O gás natural era o combustível original usado pelas fábricas de vidro na área de Dunkirk para aquecer seus fornos. No entanto, esse combustível, desejável para a fabricação de vidro por aquecer uniformemente, esgotou-se na região em 1905. A Indiana Glass passou a usar carvão da Virgínia Ocidental e do Kentucky para produzir gás de cidade como combustível para a fabricação de vidro. Dunkirk possui uma linha férrea que atravessa a cidade, fornecendo um recurso de transporte para carvão e matérias-primas. Areia de Illinois, carbonato de sódio de moinhos de Detroit e cal do norte de Ohio eram as principais matérias-primas trazidas para Dunkirk para a produção de vidro.
Uma revista especializada observou em 1916 que a Indiana Glass havia iniciado o "tanque nº 3, o que coloca a fábrica operando em plena capacidade." Em março, uma máquina automática de copos Daubenspeck foi instalada no tanque número 3. Essa máquina retirava quantidades precisas de vidro fundido e as alimentava em moldes para produtos como copos, produzindo a uma taxa mais rápida e com dimensões consistentes. Mais tarde naquele ano, também foi notado que a empresa estava novamente operando em plena capacidade, com muitos pedidos grandes de copos e utensílios de mesa.
No início da década de 1920, a fábrica empregava cerca de 550 pessoas em plena capacidade e podia produzir três vagões de produtos de vidro por dia. Em 1921, a empresa foi descrita como produtora de "utensílios de vidro prensados e luminárias" e "vidro decorado com cores frias e fixas". Possuía salas de amostra para seus produtos em grandes cidades como Nova Iorque, Filadélfia, Boston, Baltimore, Chicago, St. Louis, St. Paul e São Francisco. Um cliente conhecido dos produtos de bar da empresa foi a rede de restaurantes A&W. A Indiana Glass foi produtora de longa data das canecas de vidro usadas para servir root beer da A&W. Os utensílios de mesa eram prensados em moldes por máquinas, enquanto vasos e luminárias eram produzidos por sopradores de vidro. Em 1931, Frank Merry faleceu, e Charles L. Gaunt tornou-se presidente da empresa.
No início da Segunda Guerra Mundial, as fábricas de vidro começaram a produzir menos utensílios para o lar e mais itens para a guerra, como lentes para aeronaves, caminhões e embarcações navais. A produção de utensílios de mesa foi retomada na década de 1950, mas a demanda estava reduzida. Em 1953, o presidente da Indiana Glass, Charles L. Gaunt, anunciou que a empresa adquiriu o controle acionário da Sneath Glass Company [en], que havia sido fechada por uma greve. A aquisição permitiu à empresa usar a fórmula da Sneath para vidro borossilicato, ampliando sua vasta gama de produtos de vidro. Na época, a Indiana Glass era líder em artigos para bar, taças, utensílios de mesa de cristal decorativo e novidades.

### Fabricação de vidro moldado

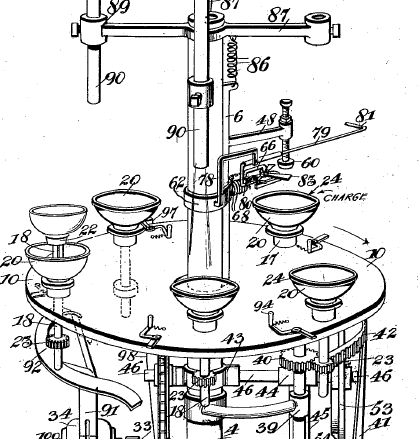
Diagrama da maquinaria de vidro de B.F. Gift.

O vidro começa como uma mistura de ingredientes (areia, soda, cal e outros) aquecida em um forno. O forno aquece a mistura a uma temperatura acima de 1650 °C, fazendo com que os ingredientes derretam e formem vidro fundido. Para vidro soprado em molde, um soprador de vidro (humano ou máquina) extrai uma pequena porção de vidro fundido que é soprada e moldada dentro de um molde. Para vidro prensado feito por máquina, o vidro fundido é transferido para uma máquina que deposita uma gota de vidro precisamente medida em um molde. O molde se afasta do local de injeção, e o vidro esfria.
Benjamin F. Gift, de Dunkirk, recebeu uma patente em 1916 para uma máquina aprimorada de fabricação de vidro que recebia uma gota de vidro fundido, movia o molde enquanto permitia o resfriamento do vidro e, em seguida, descarregava o artigo de vidro do molde. Do molde, o vidro quente é colocado em uma longa esteira transportadora dentro de um forno onde o vidro é gradualmente resfriado — um processo chamado recozimento. Esse resfriamento gradual é necessário para evitar que o vidro rache ou se torne quebradiço. Na extremidade final da esteira transportadora, os empacotadores removem o vidro e o preparam para o envio. Em 1931, o funcionário da Indiana Glass, Jeddiah B. Clark, recebeu uma patente por um processo aprimorado de transferência de vidro fundido (ou gotas) para máquinas de sopro ou prensagem de vidro. Ele também recebeu uma patente em 1936 pelo design de uma bandeja giratória para armazenar recipientes dentro de uma geladeira.

## Produtos

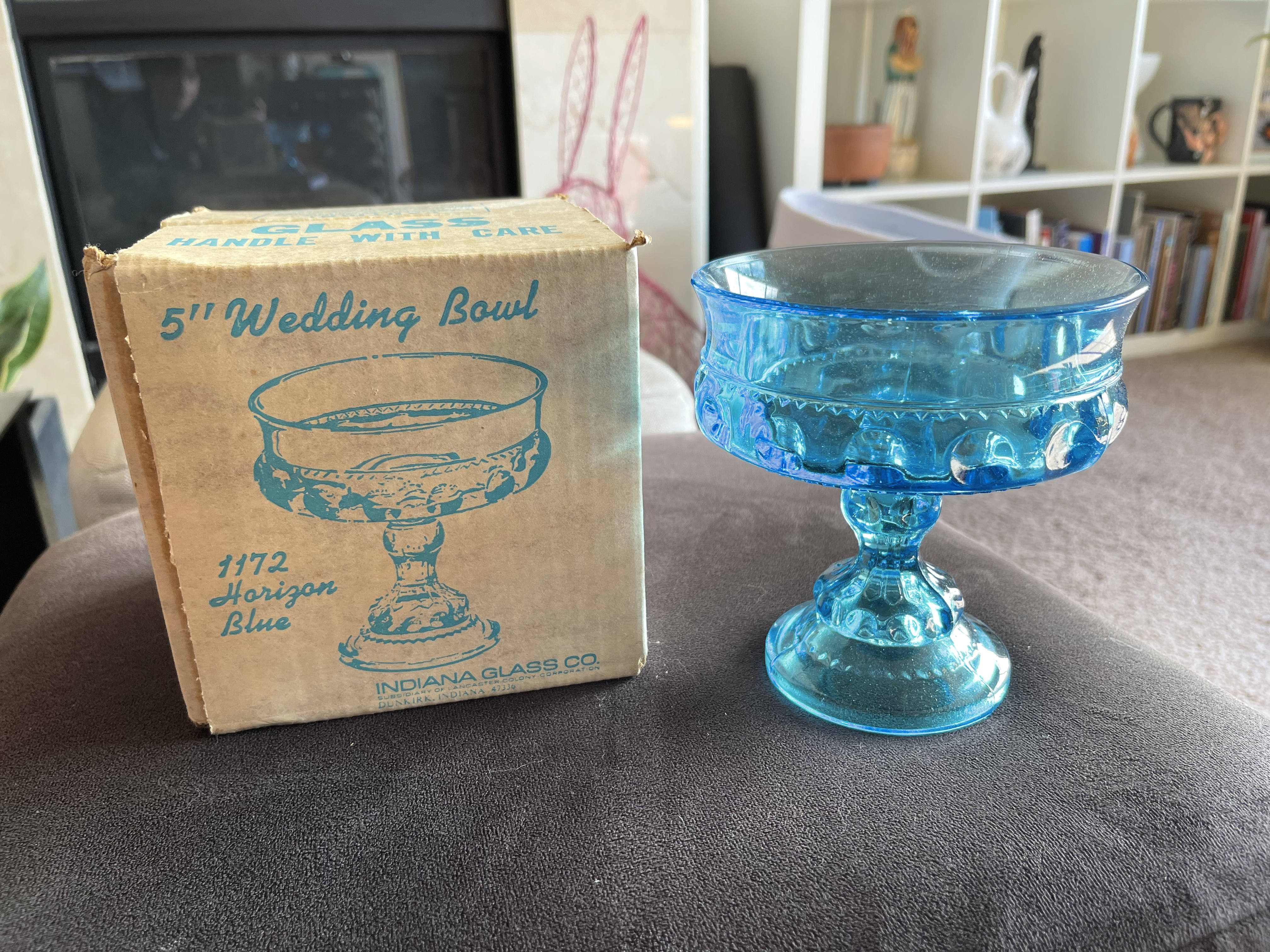
Wedding Bowl da Indiana Glass Company.

A Indiana Glass Company possuía muitos padrões de vidro e era fabricante do que os colecionadores chamam de vidro Depression. A empresa também fabricava vidro Goofus, um vidro de baixo custo com decorações pintadas, e vidro Carnival, outra categoria de vidro de baixo custo. A empresa também produzia artigos para bar. Em 1919, a Indiana Glass começou a fabricar uma caneca de cerveja de 300 ml. Essa caneca foi usada pela A&W para servir root beer em seus estandes. No início da década de 1920, a empresa introduziu uma caneca infantil de 100 ml, usada pela A&W para crianças.
Entre os padrões de vidro Depression mais conhecidos estão Avocado, Indiana Custard, Pyramid, Sandwich e Tea Room. Avocado é o nome usado pelos colecionadores para o padrão número 601 da Indiana Glass. Foi produzido originalmente de 1923 a 1933 em cristal, verde e rosa. O padrão é às vezes chamado de Sweet Pear porque o design de "avocado" (abacate) se assemelha mais a uma pera. O padrão foi relançado, usando 15 novas cores além de rosa e verde, para os produtos vendidos pela Tiara Exclusives nas décadas de 1970 a 1990.
Indiana Custard é o nome dado pelos colecionadores ao padrão Flower and Leaf Band, produzido nas décadas de 1930 a 1950. O padrão era usado para conjuntos de café (tigela, xícara e pires, bandeja, açucareiro, cremeira) em vidro opaco de cor creme com faixas decoradas. Uma versão em vidro leitoso era chamada Orange Blossom.
Pyramid é o nome do padrão número 610 da Indiana Glass, produzido de 1926 a 1932. Em 1974 e 1975, reproduções foram feitas em vidro preto e azul, cores não usadas anteriormente para esse padrão. As reproduções em preto ou azul foram feitas para a Tiara Exclusives e usadas em lares. Os produtos originais do Pyramid eram destinados ao uso comercial, mas também usados em residências. Esse padrão apresentava designs angulares considerados de vanguarda no final dos anos 1920, enquanto a maioria dos vidros prensados da época exibia padrões florais.
O padrão Sandwich da Indiana Glass foi produzido das décadas de 1920 até os anos 1980. A Anchor Hocking [en] também tinha um padrão Sandwich. Para certas cores, a cor do vidro desse padrão pode ser usada para estimar a década em que foi fabricado. A Tiara Exclusives vendia o padrão Sandwich em 1980.
Tea Room é outro padrão destinado ao uso comercial, mas também usado em lares. Como o Pyramid, tinha um design angular considerado de vanguarda no final dos anos 1920. O padrão foi comercializado para uso em casas de chá, sorveterias e fontes de refrigerante. O Tea Room foi produzido apenas de 1926 a 1931. No entanto, sua aparência art déco o tornou popular entre colecionadores. Os conjuntos de jantar Tea Room eram feitos em cristal, âmbar, verde e rosa.

## Lancaster Colony Corporation
Em 1957, a Lancaster Lens Corporation adquiriu o controle acionário da Indiana Glass. Robert K. Fox, presidente da Lancaster Lens, tornou-se presidente de ambas as empresas. George M. Morton, vice-presidente da Indiana Glass, tornou-se vice-presidente de ambas as companhias. Um mês depois, a Lancaster Lens mudou seu nome para Lancaster Glass Corporation, um nome considerado mais preciso para as atividades de manufatura da empresa. A Lancaster Colony Corporation foi organizada em Delaware em 1961 como uma holding. Em 1963, as subsidiárias da Lancaster Colony incluíam quatro empresas não relacionadas ao vidro, além da Indiana Glass, Lancaster Glass e Bischoff Glass Company.

### Tiara
A Tiara Exclusives, uma empresa de marketing multinível pertencente à Lancaster Colony, foi iniciada em 1º de julho de 1970. Os produtos de vidro fabricados pelas empresas da Lancaster Colony, incluindo a Indiana Glass, eram vendidos por meio de festas domésticas, semelhantes ao modelo da Tupperware. Inicialmente, a Tiara foi um sucesso, proporcionando trabalho em tempo parcial para muitas donas de casa. Em 1972, empregava 750 consultores de vendas por festas. Os vidros vendidos pela Tiara, fabricados pela Indiana Glass, frequentemente usavam padrões antigos.

## Auge e declínio

### Anos de auge
Em 1977, a Indiana Glass era a quinta maior produtora de artigos de vidro do país. Tinha vendas de vidro produzido por máquinas de cerca de US$ 36 milhões e empregava mais de 1.000 pessoas em sua unidade de Dunkirk. Quando a Lancaster Colony tentou adquirir a Federal Glass Company em 1977 para se fundir com a Indiana Glass, a Comissão Federal de Comércio dos Estados Unidos se opôs, preocupada que a fusão "pudesse reduzir substancialmente a concorrência e tender a criar um monopólio". No auge, em 1979, a unidade de Dunkirk empregava cerca de 1.300 pessoas. A Indiana Glass também possuía uma fábrica em Sapulpa, Oklahoma.

### Declínio
Os artigos de vidro importados de baixo custo eram um problema para a indústria de produção de vidro doméstica. Em 1986, a Indiana Glass fechou uma de suas instalações em Dunkirk devido à concorrência de importações. Cerca de 200 funcionários perderam seus empregos e receberam assistência de ajuste comercial e treinamento do governo federal. Parte da concorrência aumentada resultou da Iniciativa da Bacia do Caribe e do Acordo de Livre Comércio entre Israel e Estados Unidos, que causaram um grande aumento nas importações de artigos de vidro. A Indiana Glass era a terceira maior produtora doméstica de artigos de vidro, mas enfrentava dificuldades financeiras. No final do ano, empregava cerca de 600 pessoas.
A Lancaster Colony Corporation, que se reincorporou em Ohio a partir de 2 de janeiro de 1992, possuía vários negócios. Seu segmento de vidros e velas representava 27% de suas vendas líquidas no ano fiscal encerrado em 30 de junho de 1994. As marcas Indiana Glass e Tiara eram importantes para a empresa na época. A Tiara foi descontinuada em novembro de 1998. O fechamento da Tiara teve um impacto negativo nas vendas de 1999. Em 2002, o segmento de vidros e velas da Lancaster Colony teve uma receita decrescente por três anos consecutivos e sofreu perdas devido à falência da Kmart.

### Fim da fabricação de vidro
Membros do American Flint Glass Workers' Union entraram em greve na fábrica da Indiana Glass em Dunkirk em 8 de outubro de 2001. Na época, os Estados Unidos enfrentavam uma pequena recessão. As negociações para um novo acordo trabalhista continuavam em meados de dezembro, com vários confrontos entre trabalhadores e seguranças da empresa durante a greve. A greve durou três meses. A produção foi reiniciada, mas não durou muito. A Lancaster Colony cessou a produção na fábrica da Indiana Glass em Dunkirk em novembro de 2002. Cerca de 240 trabalhadores perderam seus empregos imediatamente. O motivo do fechamento foi econômico — os negócios estavam em declínio nos últimos três anos. A Lancaster Colony possuía outra fábrica de vidro em Sapulpa, Oklahoma, que se tornou parte da Indiana Glass. Após o fechamento da unidade de Dunkirk, a produção continuou na fábrica de Sapulpa sob o nome Indiana Glass.
Em 2006, o fundo de cobertura ativista Barington Capital Group, L.P. começou a pressionar a Lancaster Colony para eliminar seu negócio de fabricação de vidro. Em novembro de 2007, a Lancaster Colony vendeu a maior parte de seus negócios de vidro, a Indiana Glass Company e a E. O. Brody Company, para a Monomoy Capital Partners LP. As duas novas aquisições foram fundidas com a Anchor Hocking da Monomoy.